# Fissistigma polyanthum
Fissistigma polyanthum (Hook.f. & Thomson) Merr. – gatunek rośliny z rodziny flaszowcowatych (Annonaceae Juss.). Występuje naturalnie w Indiach, Bhutanie, Mjanmie, Wietnamie oraz południowych Chinach (w prowincjach Guangdong, Kuejczou, Hajnan i Junnan oraz w regionach autonomicznych Kuangsi i Tybet). 

## Morfologia
PokrójZimozielone i zdrewniałe liany dorastające do 8 m wysokości. Młode pędy są owłosione.
LiścieMają kształt od podłużnego do eliptycznego lub podłużnie owalnego. Mierzą 6–17,5 cm długości oraz 2–7,5 cm szerokości. Są owłosione od spodu. Nasada liścia jest od zaokrąglonej do klinowej. Blaszka liściowa jest o ostrym wierzchołku. Ogonek liściowy jest owłosiony i dorasta do 8–15 mm długości.
KwiatyZebrane po 3–7 w kłębiki, rozwijają się w kątach pędów lub naprzeciwlegle do liści. Działki kielicha mają trójkątny kształt i są owłosione od wewnętrznej strony. Płatki zewnętrzne mają podłużnie owalny kształt, są owłosione od wewnątrz i osiągają do 1,5 cm długości, natomiast wewnętrzne są podłużne, pokryte brodawkami i mierzą 1 cm długości. Kwiaty mają owłosione słupki o podłużnym kształcie.
OwoceZebrane w owoc zbiorowy o kulistym kształcie. Są omszone, osadzone na szypułkach. Osiągają 15 mm średnicy. Mają żółtawą barwę.

## Biologia i ekologia
Rośnie w lasach. Występuje na wysokości do 1200 m n.p.m. Kwitnie od stycznia do października, natomiast owoce pojawiają się od marca do grudnia.